# Negroroncus gregoryi
Negroroncus gregoryi är en spindeldjursart som beskrevs av Volker Mahnert 1981. Negroroncus gregoryi ingår i släktet Negroroncus och familjen Ideoroncidae. Inga underarter finns listade i Catalogue of Life.